# Simunjan
Huyện Simunjan là một huyện thuộc bang Sarawak của Malaysia. Huyện Simunjan có dân số thời điểm năm 2010 ước tính khoảng 38426 người.